# Promenadeplatz
La Promenadeplatz (place de la Promenade) est une longue place rectangulaire de la ville de Munich en Bavière orientée est/ouest entre la Maffeistraße et la Pacellistraße dans la partie nord-ouest de la vieille ville.

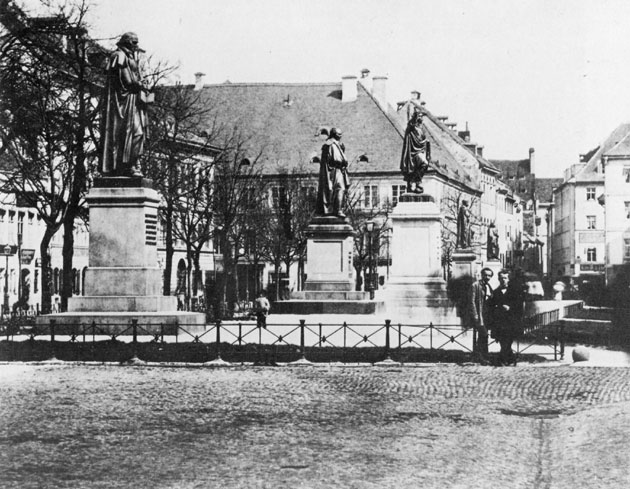
La Promenadeplatz en 1865.

## Histoire

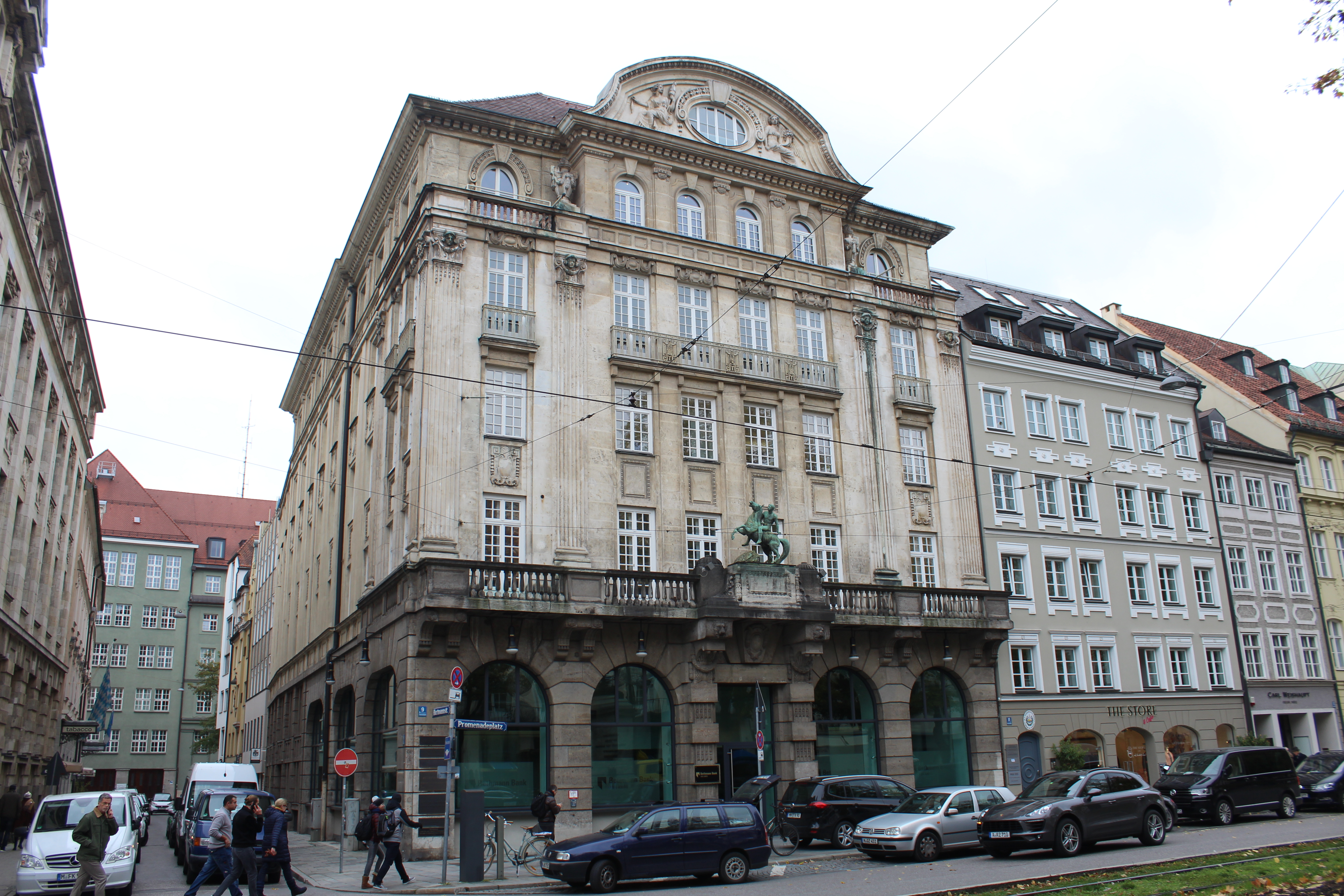
N° 9 Promenadeplatz.

On trouvait à cet endroit depuis le XVe siècle l'entrepôt de sel de la ville, démoli en 1778. La place est utilisée ensuite comme place de revues militaires et appelée la Paradeplatz depuis 1804, formant un grand espace vert. Elle est vite renommée en place de la Promenade. Sous le Troisième Reich, elle s'appelait la Ritter von Epp-Platz (du nom d'un maire de la ville).

## Édifices remarquables
Comme la Kardinal-Faulhaber-Straße à côté, cette place devient dès le XVIIIe siècle une adresse renommée pour la construction d'hôtels particuliers de la noblesse. Le palais Hörwarth en style baroque est démoli en 1885 pour laisser la place à la Parcus-Haus, vaste immeuble néobaroque avec coupole, et le palais baroque Waffei, sérieusement endommagé par la guerre, est détruit en 1951 pour agrandir l'hôtel Bayerischer Hof, en intégrant l'ancien palais Montgelas. La maison Ballin (appartenant à une banque aujourd'hui) au n° 9 est construite dans le style néobaroque en 1909-1910 par Gustav von Cube. Son portail est dominé par un cavalier de bronze conçu par Heinrich Düll. On trouve aussi sur cette place une filiale de la Dresdner Bank et la Gunetzrhainerhaus, petit hôtel particulier du XVIIIe siècle. Au n° 21, à l'angle de la Karmeliterstraße, se trouve une belle demeure appartenant aujourd'hui à la Deutsche Bank.

## Monuments

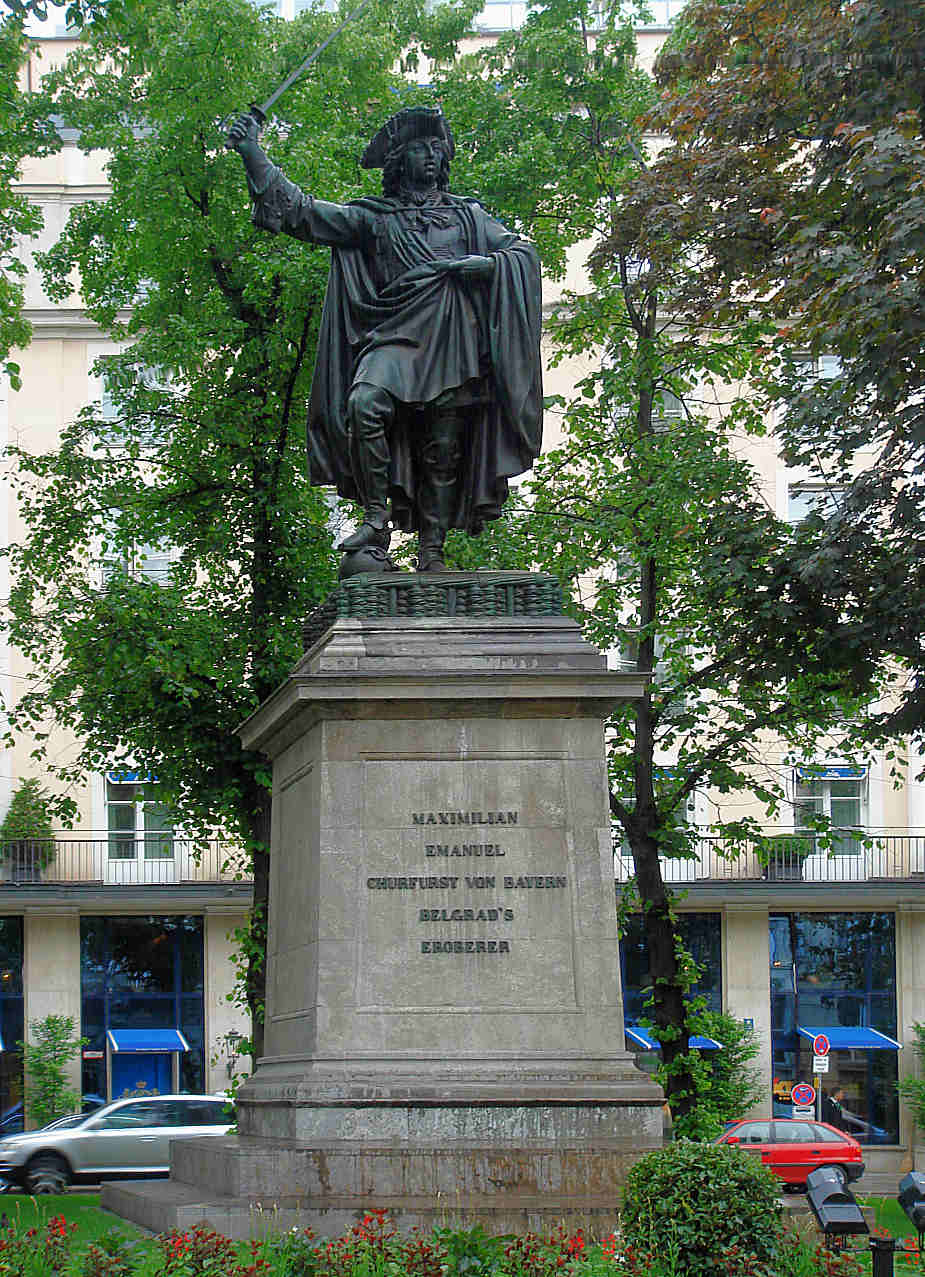
Statue de Maximilien-Emmanuel.

Cinq monuments ornent la place: la statue de Lorenz Westenrieder, la statue de Roland de Lassus, un monument dédié au prince Max-Emmanuel (érigé en 1861 par Friedrich Brugger), un monument dédié à Gluck et une très haute statue hypermoderne du comte de Montgelas, conçue en aluminium par la conceptualiste Karin Sander en 2005. Le monument du baron von Kreittmayr  a été transféré à la Maximiliansplatz et n'a pas été reconstruit après la Seconde Guerre mondiale.
Une curieuse coutume est de mettre des affiches, des fleurs, des bougies, des jouets en peluche, etc. en souvenir de Michael Jackson depuis sa mort en 2009 sur le monument de Roland de Lassus. En effet, le chanteur avait l'habitude de descendre en face à l'hôtel Bayerischer Hof lorsqu'il venait en tournée à Munich.

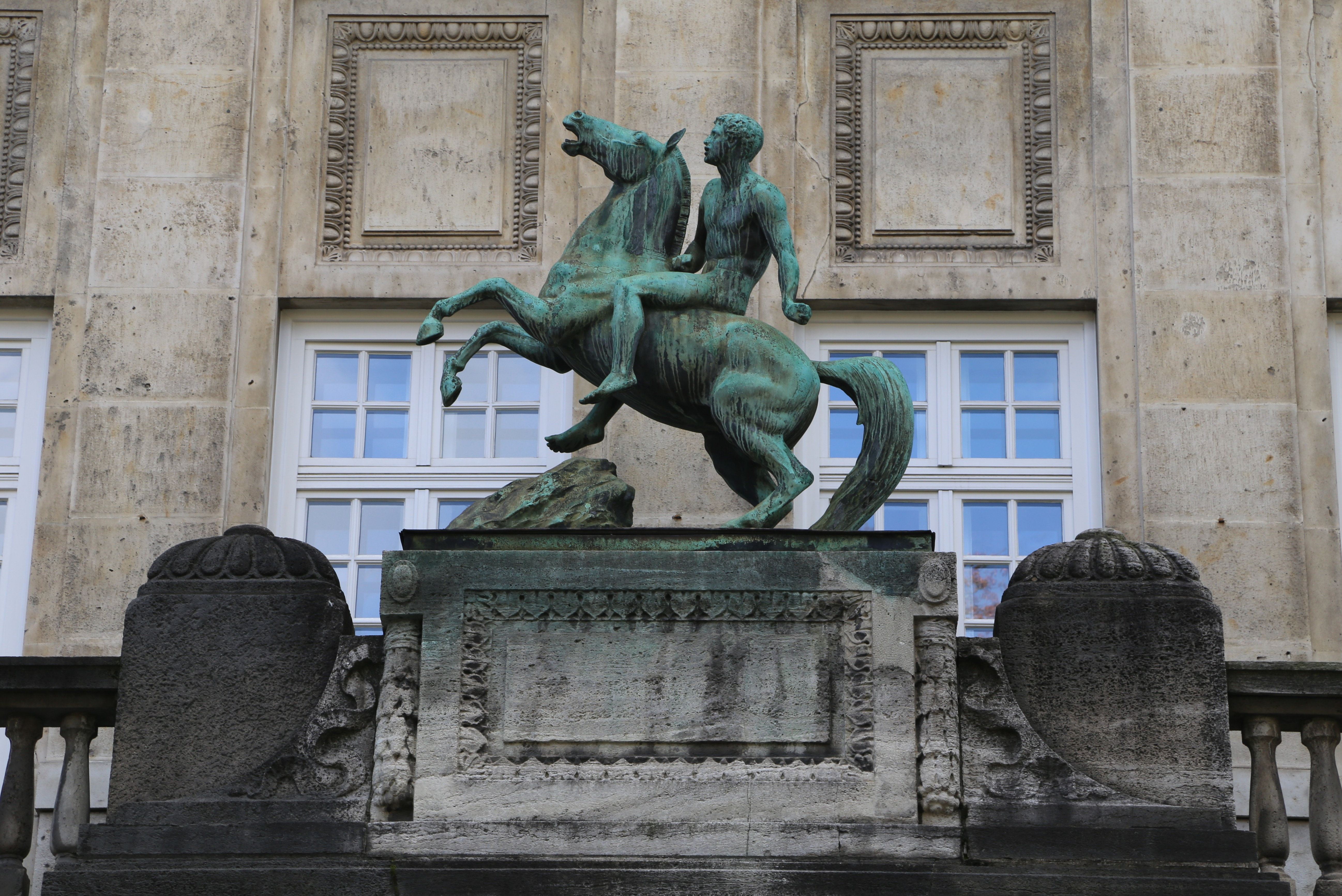
Cavalier en bronze de Heinrich Düll au n° 9
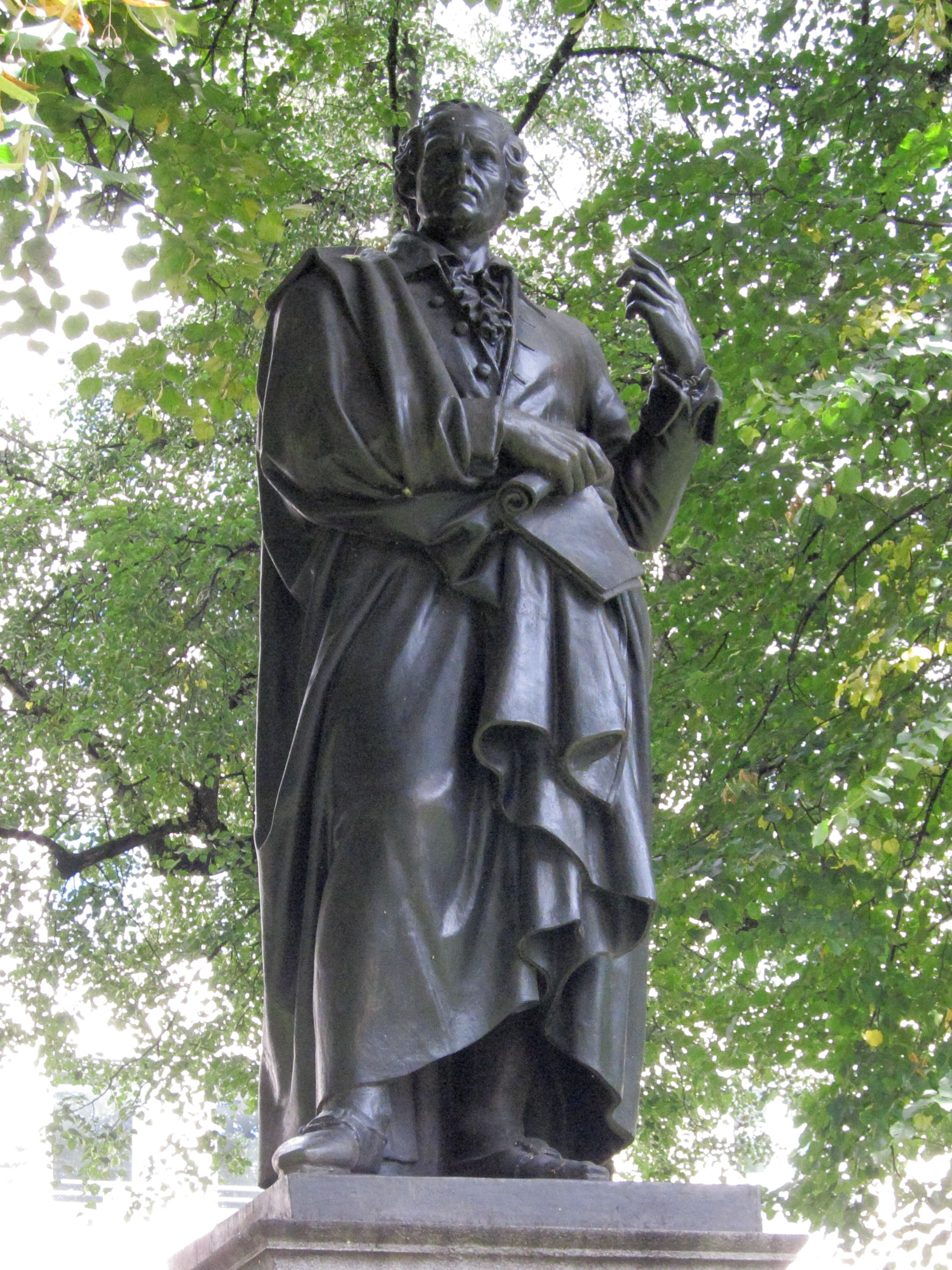
Statue de Gluck conçue par Friedrich Brugger en 1848
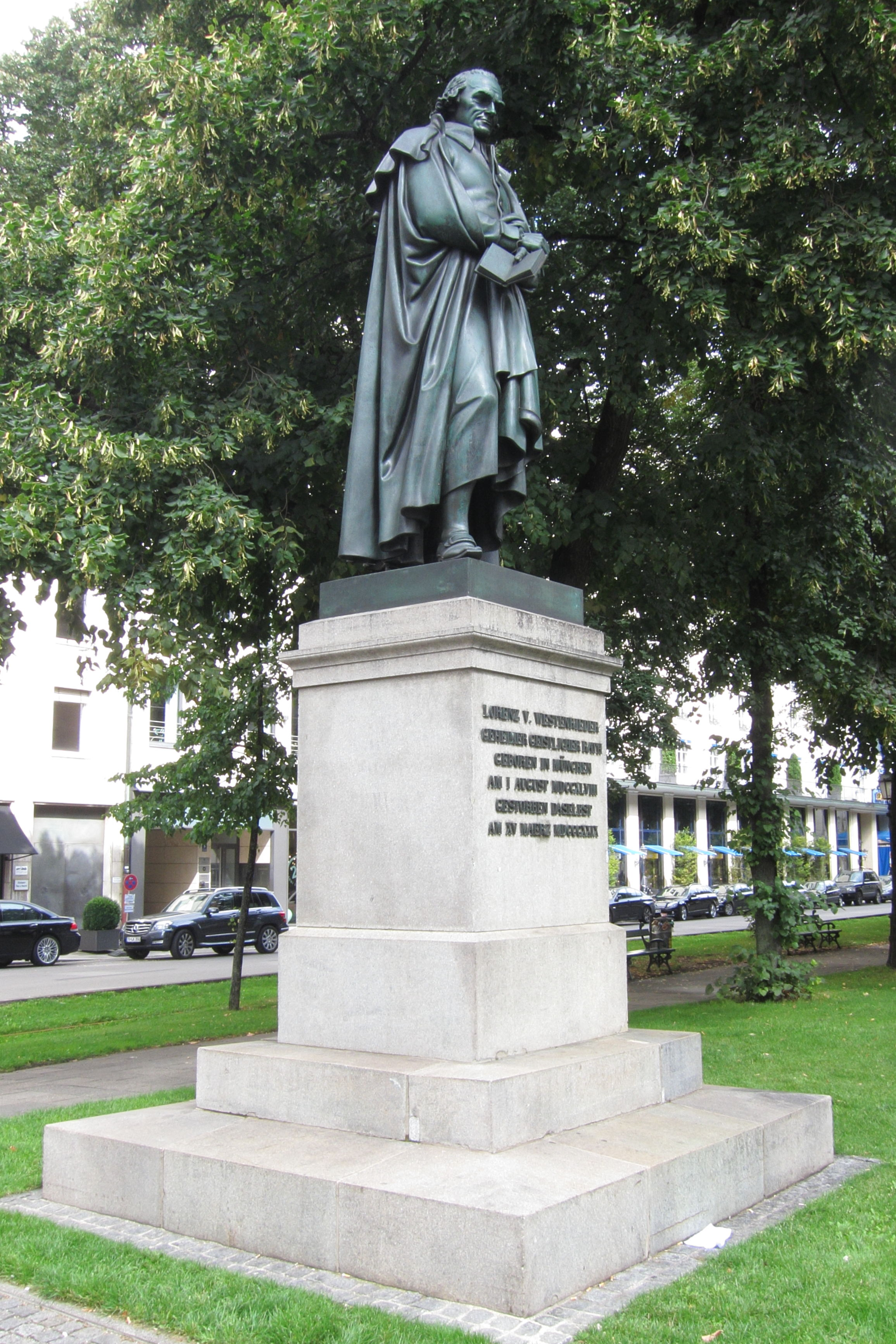
Statue de Westenrieder conçue par Max von Widnmann en 1854
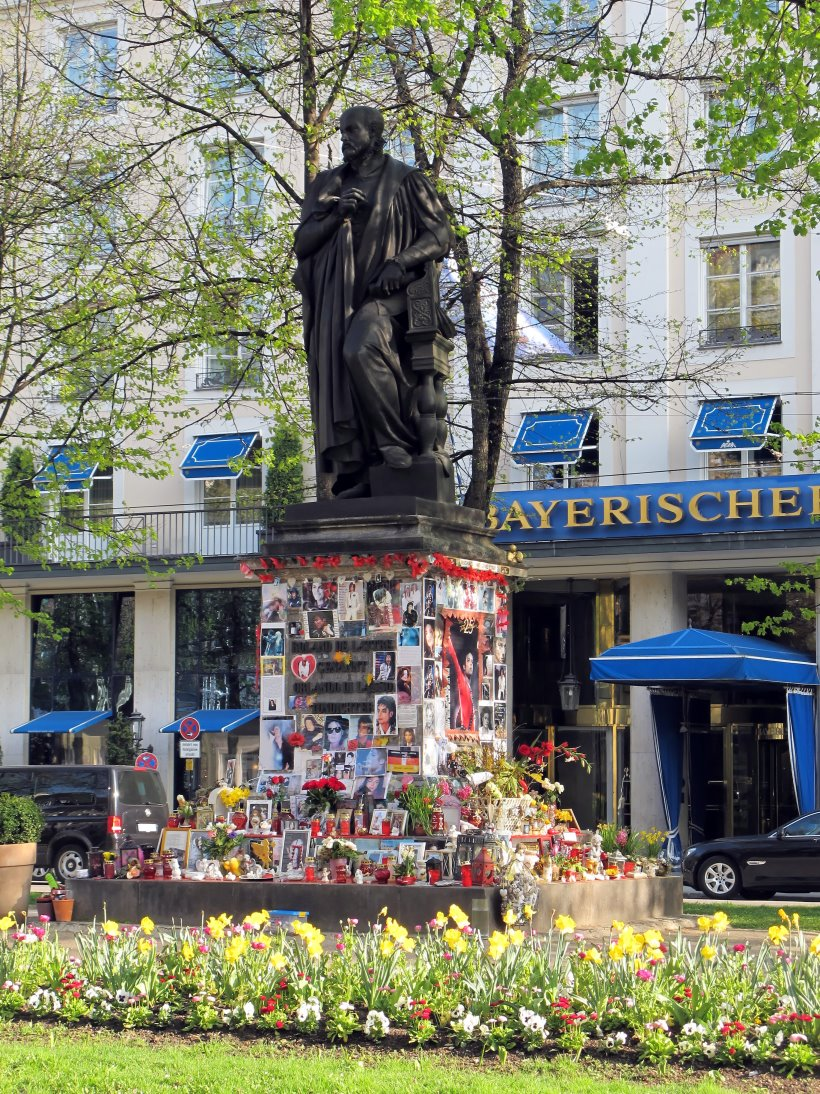
Statue de Roland de Lassus par Widnmann

## liens externes
- (de) Stadt-Panorama: München, Promenadeplatz

## Source de la traduction
- (de) Cet article est partiellement ou en totalité issu de l’article de Wikipédia en allemand intitulé « Promenadeplatz » (voir la liste des auteurs).